# Minervas tempel
Minervas tempel (latin: Aedes Minervae) var ett tempel, beläget på Nervas forum i antikens Rom. Det var invigt åt Minerva och uppfördes av Domitianus, men invigdes av Nerva år 97 f.Kr.
Templet förstördes på order av påve Paulus V (1605–1621) och byggnadsmaterialet användes för att uppföra Fontana dell'Acqua Paola på Janiculum.

## Bilder
| - Minervas tempel på Nervas forum på Kejsarfora. |